# 特拉揚鄉 (雅洛米察縣)

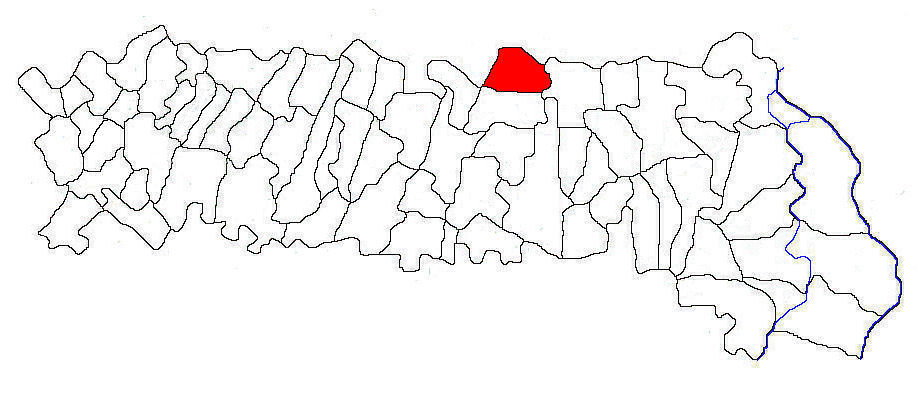

44°46′N 27°20′E / 44.767°N 27.333°E
特拉揚鄉（羅馬尼亞語：Traian, Ialomița），是羅馬尼亞的鄉份，位於該國南部，由雅洛米察縣負責管轄，處於布加勒斯特以東100公里，每年平均降雨量886毫米，海拔高度42米，2007年人口3,588。